# 경기도남한산성세계유산센터
경기도남한산성세계유산센터(京畿道南漢山城世界遺産센터)는 지방자치법 114
조 및 문화재보호법 제19조, 자연공원법 제3조에 따라 세계유산남한산성의 보호·관리 및 남한산성도립공원 보전·관리를 위하여 설치된 경기도청 소속기관이다.

## 조직
- 운영지원팀
- 세계유산보존팀
- 세계유산활용팀
- 공원관리팀

## 같이 보기
- 경기도청